# 金齿等处宣抚司
金齿等处宣抚司，元代云南等处行中书省下辖机构。元朝时设立的宣抚司。治所在永昌府（今云南省保山市）。

## 建置沿革
其地在大理西南，兰沧江界在其东，其西和缅地相接。土蛮有八种：金齿，白夷，僰，峨昌，骠，繲，渠罗，比苏。按《唐史》，茫施蛮本是关南种，在永昌郡之南，住在楼上，没有城郭。有的漆齿，有的金齿，所以俗称金齿蛮。自从汉朝开西南夷后，没有和中原交通。唐朝南诏蒙氏兴，异牟寻攻破群蛮，将蛮人俘虏以充实他的南东北之地，取金齿之地，南至青石山缅界，都属于大理。大理国段氏王朝时，白夷诸蛮渐渐恢复故地，此后金齿诸蛮开始强盛。1254年，蒙古帝国平定大理，再征白夷等蛮。
中统二年（1261），置金齿路安抚司。金齿安抚司的驻地位于干崖（盈江县新城乡）。
至元十年（1274）三月，分金齿路安抚司为两路。金齿东路诸驻于镇康，金齿西路驻于干崖。
至元十二年至十三年间（1276-1277），改金齿西路安抚司为建宁路安抚司，辖建宁、平缅、麓川三路；金齿东路安抚司为镇康路安抚路，辖柔远、镇康、茫施。
至元十五年（1279），改两路安抚司为宣抚司。
至元二十二年（1285）八月，罢两路宣抚司，并为大理、金齿等处宣抚司，驻于永昌。
至元二十四年（1287），孟定、孟缠等甸来附。
至元二十六年（1289），置木邦路总管府。又置南甸路军民总管府，领三甸。
至元二十七年（1290）三月，置蒙怜路军民总管府、蒙莱路。
至元二十八年（1291）二月，置金齿等处宣慰司都元帅府。
至元三十一年（1294）四月，置孟定路总管府。
元贞二年（1296）九月，置云远路军民总管府。。
大德元年（1297）二月，置通西军民府。
至顺元年（1330），麓川土官遣使朝贡，复置麓川路军民总管府。